# Satyrium californicum
Satyrium californicum is een vlinder uit de familie van de Lycaenidae. De wetenschappelijke naam van de soort werd als Thecla californica in 1862 gepubliceerd door William Henry Edwards.

## Ondersoorten
- Satyrium californicum californica
  - = Thecla borus Boisduval, 1869
- Satyrium californicum cygnus (Edwardss, 1871)
- Satyrium californicum obscurafacies Austin, 1998
- Satyrium californicum brashor Kondla & Scott, 2006
- Satyrium californicum wapiti Fisher, 2006